# Ashlie Brillault
Ashlie Brillault est une actrice américaine, née le 21 mai 1987 à San Francisco, en Californie (États-Unis).Elle est surtout connue pour avoir incarné le rôle de Kate Sanders dans la série Lizzie McGuire.

## Filmographie
- 2003 : Lizzie McGuire, le film (The Lizzie McGuire Movie) : Kate Sanders
- 2004 : Lizzie McGuire (série TV) : Kate Sanders
- 2005 : One on One (série TV) : Regina